# Dorothy Richardson
Dorothy Richardson (Abingdon-on-Thames, 17 maggio 1873 – Beckenham, 17 giugno 1957) è stata una scrittrice inglese.

## Biografia
Nel 1880 la sua famiglia si trasferì a Worthing, nel West Sussex e nel 1883 a Londra. A causa delle difficoltà economiche del padre, quando aveva 17 anni iniziò a lavorare come insegnante e governante, lavoro quest'ultimo che abbandonò nel 1895 per prendersi cura della madre che era caduta in una forte depressione. Quello stesso anno la madre si suicidò. Nel 1893 il padre fece fallimento.
Nel 1896 la Richerdson si spostò nel quartiere londinese di Bloomsbury, dove lavorò come segretaria e assistente in uno studio dentistico. È in questi anni e nei seguenti che si unisce a gruppi radicali e a gruppi di scrittori, compreso il Bloomsbury Group. Ebbe una relazione con H. G. Wells e nel 1907 restò incinta, anche se la gravidanza non andò a buon fine a causa di un aborto. Anche se il suo primo articolo risale al 1902, la sua carriera come giornalista freelance iniziò sul serio nel 1906, sia con articoli che con recensioni che con traduzioni dal tedesco e dal francese. Si interessò al quaccherismo e nel 1914 pubblicò due libri su questo argomento.
Nel 1915 pubblica il suo primo racconto, Pointed Roofs, scritto con lo stile del flusso di coscienza. Nel 1917 sposa Alan Odle, un artista bohémien. Fra il 1917 ed il 1939 la coppia passò gli inverni in Cornovaglia ed il resto dell'anno a Londra, mentre dal 1940 si stabilì definitivamente in Cornovaglia fino alla morte di Odle nel 1948. Nel 1954 si trasferì in una casa di riposo di Beckenham e qui morì nel 1957.

## Opere
- The Quakers Past and Present, 1914
- Gleanings from the Works of George Fox, 1914
- Pointed Roofs, 1915
- Backwater, 1916
- Honeycomb, 1917
- The Tunnel, 1919
- Interim, 1920
- Deadlock, 1921
- Revolving Lights, 1923
- The Trap, 1925
- Oberland, 1927
- John Austen and the Inseparables, 1930
- Dawnís Left Hand, 1931
- Clear Horizon, 1935
- Pilgrimage (4 vol.), 1938
- Journey to Paradise: Short Stories and Autobiographical Sketches, 1989

## Biografie e lettere
- Fouli, Janet (ed.). The Letters of John Cowper Powys and Dorothy Richardson. London: Cecil Wolf, 2008.
- Fromm, Gloria G. Dorothy Richardson: A Biography. Urbana: University of Illinois Press, 1977.
- Fromm, Gloria G. (ed.). Windows on Modernism': Selected Letters of Dorothy Richardson,  Athens, Georgia, U. of Georgia Press, 1995.
- Gregory, Horace. Dorothy Richardson: An Adventure in Self-Discovery. New York: Holt, Rinehart & Winston, 1967.
- Rosenberg, John D. Dorothy Richardson: The Genius They Forgot. A Critical Biography. London: Duckworth; New York: Knopf, 1973.
- Thomson, George H.  Dorothy Richardson: A Calendar of the Letters. ELT Press E-Book no.4, University of North Carolina at Greenboro.